# 下部シェベリ州
下部シェベリ州（かぶシェベリしゅう、ソマリ語: Shabeellaha Hoose, シャベーラハ・ホーセ、アラビア語: شبيلي السفلى、英語: Lower Shebelle）は、ソマリアの旧行政区画のひとつ。州都はマルカ。人口は約120万人（2014年推定）。
ソマリアの首都であるモガディシュ（バナディール州）の郊外部にあたり、人口は非常に多い。また、その重要性故に内戦発生後は様々な勢力がこの地を実効支配下に置いた。2014年10月29日以降はソマリア連邦政府側の南西ソマリア自治政府が治めており、その政府が州内のブラバに置かれている。

## 隣接州
- 中部ジュバ州
- ベイ州
- バコール州
- ヒーラーン州
- 中部シェベリ州
- バナディール州

## 下位区分
下部シェベリ州には以下の地区（県、District）が置かれている（数については出典によってばらつきがある。ここでは、2005年時点を記す）。人口値は2005年推定。
- アフゴーイ地区（英語版）（Afgooye） - 135,012人
- Aw Dheegle1 - 76,700人
- ブラバ地区（英語版）（Barawa） - 57,652人
- Kurtunwarey - 55,445人
- Qoryoley - 134,205人
- マルカ地区（英語版）（Merca）2 - 192,939人
- Sablale - 43,055人
- ワンラ・ウェイン地区 - 155,643人

1 - 1990年および2012年の出典では未確認。
2 - 1990年のものには記載されていない。

## 主要都市
- アフゴーイ（Afgooye）
- Awdhegele
- ブラバ（Barawa） - 南西ソマリア自治政府が置かれている
- Bulo Marer
- Bulo Weyn
- Galaangale
- Horseed
- Janale
- Lego
- マルカ（Merca） - 州都
- Qaan Dhoole
- Qoryoley
- Sablale
- Sarcade
- Toniki
- ワンラ・ウェイン
- Wartaqooqan